# Ohotnîce, Huleaipole
Ohotnîce (în ucraineană Охотниче) este un sat în comuna Poltavka din raionul Huleaipole, regiunea Zaporijjea, Ucraina.

## Demografie
Componența lingvistică a localității Ohotnîce
     Ucraineană (100%)
Conform recensământului din 2001, toată populația localității Ohotnîce era vorbitoare de ucraineană (100%).